# 歩兵第3連隊
歩兵第3連隊（ほへいだい3れんたい、歩兵第三聯隊）は、大日本帝国陸軍の連隊のひとつ。
駐屯地は東京府東京市麻布区麻布龍土町（現・東京都港区六本木）に置かれた。

## 沿革
1874年（明治7年）11月13日、陸軍省達号外により、東京鎮台に歩兵第3連隊を置くことが決められた。従来の歩兵第8大隊と歩兵第9大隊を、それぞれ歩兵第3連隊第1大隊と歩兵第3連隊第2大隊に改称し、連隊はこの2個大隊から編成された。
- 1874年（明治7年）12月19日 - 第8大隊と第9大隊を基幹に改編、軍旗拝受
- 1877年（明治10年） - 西南戦争に従軍
- 1894年（明治27年） - 日清戦争に従軍
- 1904年（明治37年） - 日露戦争に従軍
- 1936年（昭和11年） - 二・二六事件に関与　その後満州チチハルに駐屯
- 1939年（昭和14年）5月 - ノモンハン事件勃発

7月 - 速射砲中隊が派遣される
8月 - 連隊主力が派遣される
- 1940年（昭和15年） - 第1師団から第28師団へ所属変更
- 1941年（昭和16年）7月 - チチハルからハルビン近郊の孫家に移駐
- 1944年（昭和19年）8月 - 宮古島に上陸。守備に就くが、マラリアで命を落とす兵士が続出。
- 1945年（昭和20年）
  - 6月23日 - 沖縄本島の帝國陸海軍全部隊が総員玉砕、沖縄戦終結するも先島諸島は持久戦継続。
  - 8月15日 - 終戦
  - 9月 - 軍旗を奉焼し本連隊は71年に及んだ歴史に終止符を打った。

## 歴代連隊長
| 代 | 氏名         | 在任期間               | 備考                                                                    |
| -- | ------------ | ---------------------- | ----------------------------------------------------------------------- |
| 1  | 中村尚武     | 1874.11.20 -           | 中佐                                                                    |
| 2  | 山地元治     | 1878.1.17 -            | 中佐、1878.11.大佐                                                      |
| 3  | 山沢静吾     | 1878.12.19 -           | 中佐、1882.2.大佐                                                       |
| 4  | 古川氏潔     | 1883.2.7 -             | 中佐                                                                    |
| 5  | 大寺安純     | 1885.5.26 -            | 中佐、1888.11.大佐                                                      |
| 6  | 真鍋斌       | 1889.9.2 -             | 中佐                                                                    |
| 7  | 松村務本     | 1891.11.20 - 1894.8.30 | 中佐、1894.6.大佐                                                       |
| 8  | 木村有恒     | 1894.8.31 - 1901.5.22  | 中佐、1897.10.大佐                                                      |
| 9  | 牛島本蕃     | 1901.5.23 - 1907.5.1   | 中佐、1903.11.大佐                                                      |
| 10 | 田中義一     | 1907.5.1 - 1909.1.28   | 中佐、1907.11.大佐 後に第26代内閣総理大臣                               |
| 11 | 藤井幸槌     | 1909.1.28 - 1909.11.30 |                                                                         |
| 12 | 若見虎治     | 1909.11.30 - 1911.9.6  |                                                                         |
| 13 | 久松定謨     | 1911.9.6 - 1914.5.11   |                                                                         |
| 14 | 山田良之助   | 1914.5.11 - 1916.4.1   |                                                                         |
| 15 | 長谷川猪三郎 | 1916.4.1 -             |                                                                         |
| 16 | 林仙之       | 1919.7.25 -            |                                                                         |
| 17 | 武川寿輔     | 1921.4.20 - 1922.8.15  |                                                                         |
| 18 | 馬淵直逸     | 1922.8.15 - 1923.8.6   |                                                                         |
| 19 | 牛島貞雄     | 1923.8.6 - 1924.12.15  |                                                                         |
| 20 | 梅津美治郎   | 1924.12.15 -           | 後駐新京帝國特命全権大使 東京裁判で終身禁固の宣告を受け獄死             |
| 21 | 筒井正雄     | 1926.12.1 -            |                                                                         |
| 22 | 永田鉄山     | 1928.3.8 -             | 後陸軍省軍務局長・少将に昇進 相沢事件で非業の死を遂げ、一階級特進で中将 |
| 23 | 山下奉文     | 1930.8.1 -             | 後第14方面軍司令官・大将 マニラ軍事裁判で死刑宣告を受け刑死             |
| 24 | 長屋尚作     | 1932.4.11 -            |                                                                         |
| 25 | 井出宣時     | 1933.8.1 -             |                                                                         |
| 26 | 渋谷三郎     | 1935.12.2 - 1936.3.28  |                                                                         |
| 27 | 湯浅政雄     | 1936.3.28 -            |                                                                         |
| 28 | 小林浅三郎   | 1937.11.1 -            |                                                                         |
| 29 | 佐久間盛一   | 1938.11.9 -            |                                                                         |
| 30 | 河添連       | 1939.12.1 -            |                                                                         |
| 31 | 遠藤新一     | 1942.5.8 -             |                                                                         |
| 末 | 怡土軍       | 1943.3.1 -             |                                                                         |

## 遺構
戦後、本連隊の跡地は米軍に接収され、赤坂プレスセンターなどが設けられた。1958年（昭和33年）までに赤坂プレスセンター・星条旗新聞社周辺を除く大部分が返還され、東京・日比谷にあったNHK東京放送会館の移転先として一度は決定された。しかしNHKは渋谷区神南のワシントンハイツ（旧・代々木練兵場）跡地に移転することになり、代々木公園の面積が減少する見返りとして東京都に貸し出されることで国、東京都、NHKの間で妥協が成立。1970年（昭和45年）、都立青山公園南地区として開園した。

また、1962年（昭和37年）に東京大学生産技術研究所が千葉県千葉市から移転。2001年に目黒区の駒場IIキャンパスへ移転した後、国立新美術館が建設されることになり2006年（平成18年）に竣工した。本連隊兵舎の一部が「国立新美術館 別館」として保存されている。

国立新美術館の隣接地には、政策研究大学院大学が新宿区若松町の税務大学校跡地から移転することになり、2005年（平成17年）に完成した。